# Stadio Presbítero Bartolomé Grella
Lo stadio Presbítero Bartolomé Grella è un impianto polivalente situato a Paraná, nella provincia di Entre Ríos.
L'impianto è usato prevalentemente per ospitare le gare casalinghe del Patronato. Inaugurato nel 1956, l'impianto ha subito un intervento di ristrutturazione nel 2010.